# الجراويح (السدة)

تعديل مصدري - تعديل

الجراويح محلة تابعة لقرية بيت حلبوب، التابعة لعزلة وادي عصام بمديرية السدة إحدى مديريات محافظة إب في الجمهورية اليمنية.، بلغ تعداد سكانها 63 حسب تعداد اليمن لعام 2004.